# Timoteo Jurado
Timoteo Jurado Aguado [alias: Medianoche] (Castilblanco,  - Madrid, 27 de agosto de 1947) fue un guerrillero antifranquista, miembro del grupo de los hermanos Juan y Jesús Ramiro Benítez, que pertenecía a la 14.ª División de la Primera Agrupación Guerrillera. El 16 de octubre de 1946 en un tren en Madrid fueron detenidos Crescensio Sánchez Carrasco Pitarra y Eugenio Gómez Román, Motorista, hijo del guerrillero Jesús Gómez Recio, Quincoces. Timoteo Jurado, que tenía citas con ambos para tratar de ir a Francia, fue detenido poco después de ese día. Compareció ante un tribunal militar en consejo de guerra y fue condenado a muerte, siendo fusilado en Madrid el 26 de agosto de 1947 junto con Eugenio Gómez Román y otros doce antifranquistas, entre ellos varios miembros de los grupos urbanos de Pedro Sanz Prades, Paco el Catalán.